# Mustafa Amhaouch
Mustafa Amhaouch (Venlo, 27 juni 1970) is een Nederlands voormalig politicus namens het CDA. Van 12 januari 2016 tot 6 december 2023 was hij lid van de Tweede Kamer.

## Biografie
De vader van Amhaouch kwam in 1963 als gastarbeider uit Marokko naar Nederland. Hij bracht zijn middelbareschooltijd tussen 1985 en 1991 door op de rooms-katholieke technische school in Panningen en Venlo. Hij studeerde vervolgens van 1991 tot 1995 meet- en regeltechniek aan de Fontys Hogeschool te Venlo. In die tijd werd hij meervoudig Nederlands kampioen taekwondo. Na het afronden van zijn studie werkte hij korte tijd als systeemtester bij Philips Medical Systems (Best). Van 1996 tot 2016 werkte hij in een managementfunctie bij ASML (Veldhoven).
Amhaouch bekleedde diverse maatschappelijke functies. Hij was bestuurslid en voorzitter van de Marokkaanse Integratiestichting, bestuurslid van de stichting Platform Allochtonen in Helden en lid van de bouwcommissie voor de nieuwbouw van een moskee in Helden en is voorzitter van eredivisie-handbalvereniging Bevo HC.

### Politieke loopbaan
Amhaouch was van 1997 tot 2006 lid van de gemeenteraad van Helden. Van 2004 tot 2006 was hij tevens voorzitter van de CDA-fractie in de raad. Van 2010 tot 2016 was hij voorzitter van de CDA-afdeling Peel en Maas. Sinds 2011 is hij lid van het Strategisch beraad CDA.
Bij de Tweede Kamerverkiezingen van 2010 stond Amhaouch op plaats 41 van de kandidatenlijst van het CDA. Hij kreeg 1.680 stemmen, wat niet voldoende was om gekozen te worden. Bij de Tweede Kamerverkiezingen van 2012 stond hij op plaats 16. Hij kreeg 1.949 stemmen, wat niet voldoende was om gekozen te worden. Nadat Peter Oskam de Tweede Kamer verlaten had om burgemeester van Capelle aan den IJssel te worden, werd Amhaouch tot zijn opvolger benoemd. Zijn installatie vond plaats op 12 januari 2016. Op 13 augustus 2023 maakte hij bekend niet opnieuw verkiesbaar te zijn voor de Tweede Kamerverkiezingen.

## Persoonlijk
Amhaouch is van huis uit islamitisch opgevoed. Hij woont in Panningen, is getrouwd en heeft drie kinderen.

## Onderscheiding
Op 27 april 2007 werd Amhaouch benoemd tot lid in de Orde van Oranje-Nassau. Op 5 december 2023 werd hij benoemd tot ridder in de Orde van Oranje-Nassau.
- Parlement.com: vj0acwz6u8tl